# Hufvudstadsbladet
Hufvudstadsbladet (Hoofdstadsblad), gevestigd in Helsinki, is een Zweedstalig dagblad uit Finland. De primaire doelgroep is de Zweedstalige minderheid in Finland. De koers van de krant bevindt zich rechts van het midden.
De veelgebruikte afkorting is Hbl. Ook wordt de krant affectief wel Husis of Höblan genoemd.
De krant werd in 1864 opgericht door August Schauman. Het eerste nummer kwam op 5 december van datzelfde jaar uit. Aan het einde van de 19e eeuw was Hufvudstadsbladet de krant met de hoogste oplage. In 1920 werd het bedrijf Hufvudstadsbladets Förlag och Tryckeri AB opgericht om de krant door te ontwikkelen. De directeur/grootaandeelhouder was Amos Anderson, die vanaf 1922 ook adjunct-hoofdredacteur was en later hoofdredacteur tussen 1928 en 1936.
Er verschijnen wekelijks twee supplementen: Vision met informatie over radio- en televisieprogramma's, en op zondag de Söndagsbilagan met informatie over cultuur en reizen. In 2004 schakelde Hufvudstadsbladet over van broadsheet naar tabloid. De laatste jaren ligt de oplage iets boven de 50.000, waarmee het de tiende krant van Finland is.